# Bloodwych
Bloodwych è un videogioco di ruolo fantasy medievale sviluppato da Mirrorsoft e pubblicato nel 1989-1990 da Image Works per i computer Atari ST, Amiga, Amstrad CPC, Commodore 64, MS-DOS e ZX Spectrum. Ha visuale in prima persona e meccaniche simili al più famoso Dungeon Master. È dotato di una modalità multigiocatore cooperativa simultanea a schermo diviso, caratteristica che all'epoca lo contraddistingueva.
Il videogioco ha avuto un'espansione dal sottotitolo The Extended Levels.
Seguì una serie non ufficiale con la stessa ambientazione, comprendente tre titoli realizzati dagli stessi autori principali: Legend (1992), Worlds of Legend: Son of the Empire (1993) e un rifacimento in vero 3D, pubblicato da Psygnosis, denominato Hexx: Heresy of the Wizard (1994).
Nel 2020 sono uscite, su Steam e GOG.com, emulazioni ufficiali della versione MS-DOS di Bloodwych per computer moderni.

## Trama
La trama rientra nel fantasy tipico. L'ordine di mistici Bloodwych vigila con poteri magici sull'incolumità e la giustizia degli abitanti della terra di Trazere. Il malvagio Zendick, uno dei più potenti membri dell'ordine, si è rivoltato contro gli altri e ha imposto il suo dominio alleandosi con le forze delle tenebre. Un gruppo di quattro avventurieri, guidati dallo spirito di uno dei Bloowych, cerca di fermarlo. Tutto il gioco si svolge in un labirinto in muratura nella città di Treihadwyl, popolata da esseri ostili o socievoli.
Molti dei cittadini infatti sono stati trasformati in mostri o assassini sotto il controllo di Zendick. Sulle torri della città sono comparsi dei cristalli che succhiano energia vitale dalla terra di Trazere, e i protagonisti devono rubare quattro cristalli da altrettante torri e portarli nella quinta, dove cercheranno di distruggere Zendick.

## Modalità di gioco
Bloodwych si svolge con visuale in prima persona in un labirintico dungeon con enigmi, trabocchetti e passaggi segreti. La visuale è affiancata su entrambi i lati da pannelli di comando a icone. L'area di gioco è relativamente piccola, schiacciata in orizzontale, e nel giocatore singolo occupa solo metà dello schermo, mentre il resto è nero; le dimensioni dell'area effettiva sono le stesse di quelle per ciascun giocatore quando si gioca in due e lo schermo è diviso.
Ciascun giocatore controlla una squadra di fino a quattro personaggi che normalmente si spostano tutti insieme, avanzando nelle quattro direzioni o ruotando la vista di 90°. Ci sono anche scale che permettono di spostarsi tra più piani. Uno dei quattro personaggi è il capogruppo e il suo ritratto viene mostrato in grande nel pannello di controllo. Il giocatore può sempre cambiare il capogruppo e l'ordine di marcia dei personaggi.
Caratteristica rilevante di Bloodwych è la modalità multigiocatore a due con split screen. Lo schermo è diviso in orizzontale e i giocatori hanno a disposizione simultaneamente due interfacce identiche. Le squadre dei due giocatori esplorano gli stessi livelli del dungeon contemporaneamente e in modo indipendente. I due giocatori non devono necessariamente cooperare tra loro, ma è certamente d'aiuto nel difficile compito.
Si hanno a disposizione 16 personaggi predefiniti non modificabili, che comprendono esseri umani e umanoidi. Ci sono quattro classi, qui chiamate "tipi della psiche" e rappresentate dai semi delle carte francesi: combattenti (picche), mistici, ossia bravi nella magia (fiori), avventurieri, ossia tuttofare e diplomatici (cuori), e arcieri/assassini (quadri). 
Ogni personaggio ha anche uno schieramento magico, rappresentato dai quattro possibili colori che possono avere i quattro simboli (per un totale appunto di 16 combinazioni/personaggi), che determina la categoria di incantesimi che potrà lanciare con più efficacia.
Ciascun personaggio ha le caratteristiche numeriche forza, agilità, intelligenza e carisma, e i valori variabili di punti ferita, vitalità, cibo e punti degli incantesimi. Ha inoltre un livello che parte da 1 e crescerà con l'esperienza durante la partita, ma solo quando alla squadra viene dato il comando di riposare.
Sui computer a 16 bit (Amiga/ST/DOS), all'inizio della partita si può scegliere un avvio veloce con una squadra precostruita, o l'avvio normale dove ciascun giocatore seleziona direttamente solo un personaggio; quindi il gioco inizia in una sala dei campioni, dove si aggirano gli altri avventurieri, che i giocatori possono trovare e reclutare per formare le squadre. Sui computer a 8 bit invece si selezionano direttamente i quattro personaggi nel menù iniziale.
Il sistema di combattimento è in tempo reale, con limitate animazioni. È relativamente semplice e automatizzato, basato principalmente sulle due icone di attacco e di difesa. I due personaggi che si trovano in prima fila attaccano in corpo a corpo, mentre i due nella retrovia utilizzano le eventuali armi da lancio. Tutti i personaggi, di ogni classe e in ogni ordine di marcia, possono lanciare incantesimi. In combattimento, la prima azione automatica sarà il lancio degli incantesimi se sono stati preventivamente preparati.
Gli incantesimi disponibili sono quelli memorizzati nel proprio libro incantesimi, accessibile dal pannello di destra dell'interfaccia. Gli incantesimi si selezionano per il lancio spendendo una quantità variabile dei punti magia del personaggio; più punti si impiegano, più si aumenta l'efficacia e l'esperienza nel lancio. Nuovi incantesimi si ottengono con l'avanzamento di livello durante il sonno, scegliendo tra quelli offerti dalle fate degli incantesimi, ma hanno anche un costo in denaro.
Ogni personaggio ha un proprio inventario grafico visualizzabile nell'interfaccia. Ci sono due spazi per le due mani, corrispondenti ad armi e oggetti attualmente in uso, uno spazio per l'armatura indossata, uno per lo scudo, e diversi spazi per gli oggetti trasportati di riserva. Molti oggetti sono reperibili nello scenario, comprendenti denaro, chiavi, cibi, armamenti e oggetti magici.
Gli enigmi del gioco sono generalmente architettati attorno a porte bloccate, chiavi, gemme e pulsanti. Si incontrano anche luoghi amichevoli, tra cui camere in cui il sonno è più efficace, negozi dove commerciare gli oggetti, nonché stanze dove è possibile rigenerare i compagni morti.
Nelle versioni a 16 bit è presente un'altra caratteristica notevole per l'epoca, un sistema di comunicazione simile a quello di Ultima IV e V, che permette di conversare con i potenziali compagni d'avventura. Una volta dato il comando di comunicare con un personaggio antistante, il pannello di sinistra fornisce un menù di comandi in inglese tra cui chiedere di identificarsi, proporre di unirsi alla squadra, chiedere informazioni, commerciare, corrompere, insultare, minacciare, lodare e criticare.
Il particolare comando di attendere permette di dare a un membro della propria squadra l'ordine di separarsi. Rimarrà quindi fermo come osservatore della zona (la sua visuale è richiamabile con altro comando), mentre il resto del gruppo va altrove, ma è una funzione poco usata perché i personaggi distaccati non possono compiere nessuna azione. Un altro comando permette di richiamarli per tornare, se sono a portata di voce. Nella modalità a due giocatori, il richiamo si usa anche per farsi trovare dall'altro giocatore: a lui infatti compare un messaggio con la direzione di provenienza del richiamo.
Sui meno potenti sistemi a 8 bit, un po' di caratteristiche e di dettagli grafici si sono dovuti sacrificare, in particolare gran parte del sistema di comunicazione; si parla soltanto con i negozianti. Sullo ZX Spectrum inoltre la visuale in prima persona è monocromatica.

## Espansione
Nel 1990, solo per Amiga e Atari ST, Image Works pubblicò un'espansione di Bloodwych sottotolata The Extended Levels (a video) oppure Data Disks vol. 1 (in copertina).
Si tratta di un seguito più difficile ambientato in un nuovo maniero. È necessario importare una squadra di personaggi salvati nel gioco principale, consigliati almeno di livello 14; se ne possono importare anche di più deboli, che in tal caso vinceranno nuovi livelli più velocemente. L'espansione fornisce molti nuovi livelli con nuovi mostri e una nuova categoria di incantesimi molto più potenti (ma occorre rinunciare a una delle categorie originarie). Altra novità è che i mostri umanoidi possono essere reclutati nella propria squadra, ma non salgono di livello e non  recuperano punti con il sonno.
Nel 1990, sulla rivista per Atari ST britannica ST Format, uscì anche un programma non ufficiale per modificare i personaggi del gioco, detto Bloodwych Character Editor.

## Sviluppo
Bloodwych fu progettato e sviluppato prima per Amiga e Atari ST da Anthony Taglione, anche noto come Tag, con la coprogettazione e la grafica del suo amico Peter James.
Tag giocava a giochi del tipo di Dungeons & Dragons quando faceva l'università a Reading e aveva in mente di realizzarne una versione per computer. James creava grafica per un ipotetico gioco in prima persona per Commodore 64, a due giocatori, ambientato in un dungeon.
I due giocarono anche intensamente a Dungeon Master, cooperando uno alla tastiera e uno al mouse. Proposero allora alla Mirrorsoft, distributrice europea di Dungeon Master, di realizzarne una conversione per Commodore 64. La Mirrorsoft alla fine abbandonò l'idea, ma intanto Tag e James avevano ottenuto un aggancio con l'azienda.
Furono infatti ingaggiati per sviluppare un gioco nuovo basato sulle loro idee, provvisoriamente intitolato Crystal Maze, purché per i computer a 16 bit. Tag imparò a programmare il Motorola 68000 dell'Amiga e dell'Atari ST e James migliorò le sue grafiche per quei sistemi. In corso d'opera si dovette cambiare il titolo in Bloodwych, perché nel frattempo fu annunciato un programma TV britannico chiamato The Crystal Maze.
La finestra di gioco con la vista sul dungeon fu realizzata relativamente piccola, secondo Tag per  migliorare la velocità di esecuzione; in compenso la profondità visibile è di quattro livelli, mentre in gran parte dei videogiochi di ruolo di quel genere si fermava a tre.
Per la confezione del gioco fu ingaggiato il rinomato artista di fantasy Chris Achilleos, che realizzò il dipinto del "guardiano del cristallo". Gli fu lasciata molta libertà, dandogli solo la direttiva di disegnare un mostro che fa la guardia a un cristallo in una galleria. Fu il primo di molti dipinti che Achilleos fece per la Mirrorsoft nei due anni a venire. Il mostro fu utilizzato anche nella schermata introduttiva, nella copertina dell'espansione, nelle pubblicità, e appare effettivamente come nemico verso la fine del gioco.
Un paio di mesi prima dell'uscita del gioco, un demo con il primo livello fu pubblicato con il primo numero della rivista britannica ST Amiga Format.
Dopo l'uscita del gioco e dell'espansione, uscirono le conversioni di Bloodwych per computer a 8 bit, programmate da Philip Taglione, fratello minore di Tag.
Prima Philip sviluppò le versioni Amstrad CPC e ZX Spectrum, entrambi basati sul processore Z80, poi quella per Commodore 64 con l'aiuto del fratello. Tutte e tre utilizzarono gli stessi dati delle mappe e subirono le stesse semplificazioni dovute alla limitata memoria.
La conversione per MS-DOS arrivò nel 1991, sviluppata esternamente dalla Walking Circles guidata da Graham Stafford, basandosi sul codice sorgente di Tag per il 68000. Questa fu anche l'unica versione con colonna sonora durante il gioco, composta da David Whittaker, e l'unica ad avere anche un'edizione statunitense, della Konami.
Per ultima fu sviluppata una versione di Bloodwych su cartuccia per la console Amstrad GX4000, derivata dalla versione Amstrad CPC, che sostituiva il salvataggio delle partite con un sistema di codici di inizio livello, ma introduceva migliorie, tra cui il ripristino del sistema di dialogo delle versioni a 16 bit. Tuttavia alla fine la Mirrorsoft decise di non pubblicarla; questa versione oggi risulta perduta.

## Accoglienza
Bloodwych fu ben accolto dalla stampa di settore, e anche le vendite furono sufficienti a fargli meritare l'uscita dell'espansione. Le conversioni per i meno potenti sistemi a 8 bit non furono da meno, nonostante la rimozione di qualche caratteristica. Anche l'espansione Data Disk vol. 1 fu generalmente ben accolta allo stesso livello.
Tra gli estimatori dei giochi di ruolo, quelli che apprezzarono Bloodwych furono attratti soprattutto dall'originale modalità multigiocatore, mentre quelli che non lo apprezzarono si lamentarono soprattutto dello stile grafico, dell'animazione minimale e della finestra della visuale troppo piccola.
Le riviste più favorevoli assegnarono diversi titoli di merito a Bloodwych, tra cui un 
Gen d'or di Génération 4 (versioni Amiga e Atari ST), Screen Star di Commodore User (Amiga), A d'or di Amstrad Cent Pour Cent (Amstrad CPC), Master Game di Amstrad Action (Amstrad CPC), Megagame di Your Sinclair (ZX Spectrum), Sinclair Classic di Sinclair User (ZX Spectrum).